# 甘拔士
甘拔士是马来西亚柔佛州新山县的一个城鎮，位於新山市市郊。

## 設施
- 甘拔士醫療中心[3]

## 交通
- 乘座Causeway Link 112號巴士到達[4]。